# 菲律賓童軍
菲律賓童軍（英語：Boy Scouts of the Philippines, BSP）是菲律賓的國家童軍組織，其使命在於注入青少年對於上天、國家與同胞的愛，訓練青少年成為負責任的領導者，以及成為對國家建設有貢獻的人。
1936年，菲律賓童軍受到菲律賓自治領的認可，編入第111號法令中。該組織繼承了1923年由美國童軍與美國、中國與菲律賓商人與童軍愛好者設立的菲律賓群島童軍會（Philippine Islands Council）。
菲律賓的童軍運動起源於1923年的美國童軍菲律賓群島童軍會。1938年，菲律賓成為獨立的童軍運動國家，所有美國童軍菲律賓群島童軍會的資產與童軍業務轉交給新成立的菲律賓童軍。1940年，菲律賓女童軍成立。1959年，第10次世界童軍大露營於菲律賓內湖省洛斯巴諾斯馬麒麟山舉辦，成為亞洲首次舉辦世界童軍大露營的國家。
目前菲律賓童軍的國家會長為菲律賓副總統傑約馬爾·比奈，代理秘書長為溫德爾·E·阿比薩多（Wendel E. Avisado）。

## 歷史
菲律賓的童軍運動史可以追溯至美軍佔領時期。最早於菲律賓群島建立的童軍團，為1914年於三寶顏成立的羅瑞拉德·史賓塞童軍團（Lorillard Spencer Troop），由美國海軍中尉謝爾曼·凱澤（Sherman Kiser）領軍。
謝爾曼·凱澤原本被指派到菲律賓保護於蘇祿省工作的美國慈善工作者卡羅琳·史賓塞（Caroline Spencer）。史賓塞女士認為童軍活動對菲律賓男孩有益，她把這個想法告訴了凱澤。這個建議是因為她的兒子羅瑞拉德·史賓塞是位活躍的美國童軍成員，因此在成立童軍團時，自然而然地就以兒子的名字命名。然而凱澤被改派至三寶顏，但他跟隨史賓塞女士的建議，集合三寶顏的少年們組成最早的菲律賓童軍團。當新童軍團的訓練與學習型態成形後，史賓塞女士提供資金協助購買制服與建立童軍團總部。

### 美國童軍菲律賓群島童軍會
經過數年的時間，美國傳教士與軍人逐漸在菲律賓群島上成立更多的童軍組織。1911年上半，馬尼拉成立了童軍團。由於童軍成員人數逐漸成長，馬尼拉的扶輪社開始向紐約的美國童軍寫信，要求從馬尼拉開始，正式組織菲律賓的童軍活動。
1923年10月5日，美國童軍馬尼拉童軍會成立。該童軍會起初受到許多不同的民間組織贊助，包含了YMCA、哥倫布騎士會、共濟會、厄爾克思會、菲律賓與中國商會、美國陸軍、天主教與基督教會及美國退伍軍人團。

## 外部連結
- 菲律賓童軍官方網站 （页面存档备份，存于）